# Thomas Barlow

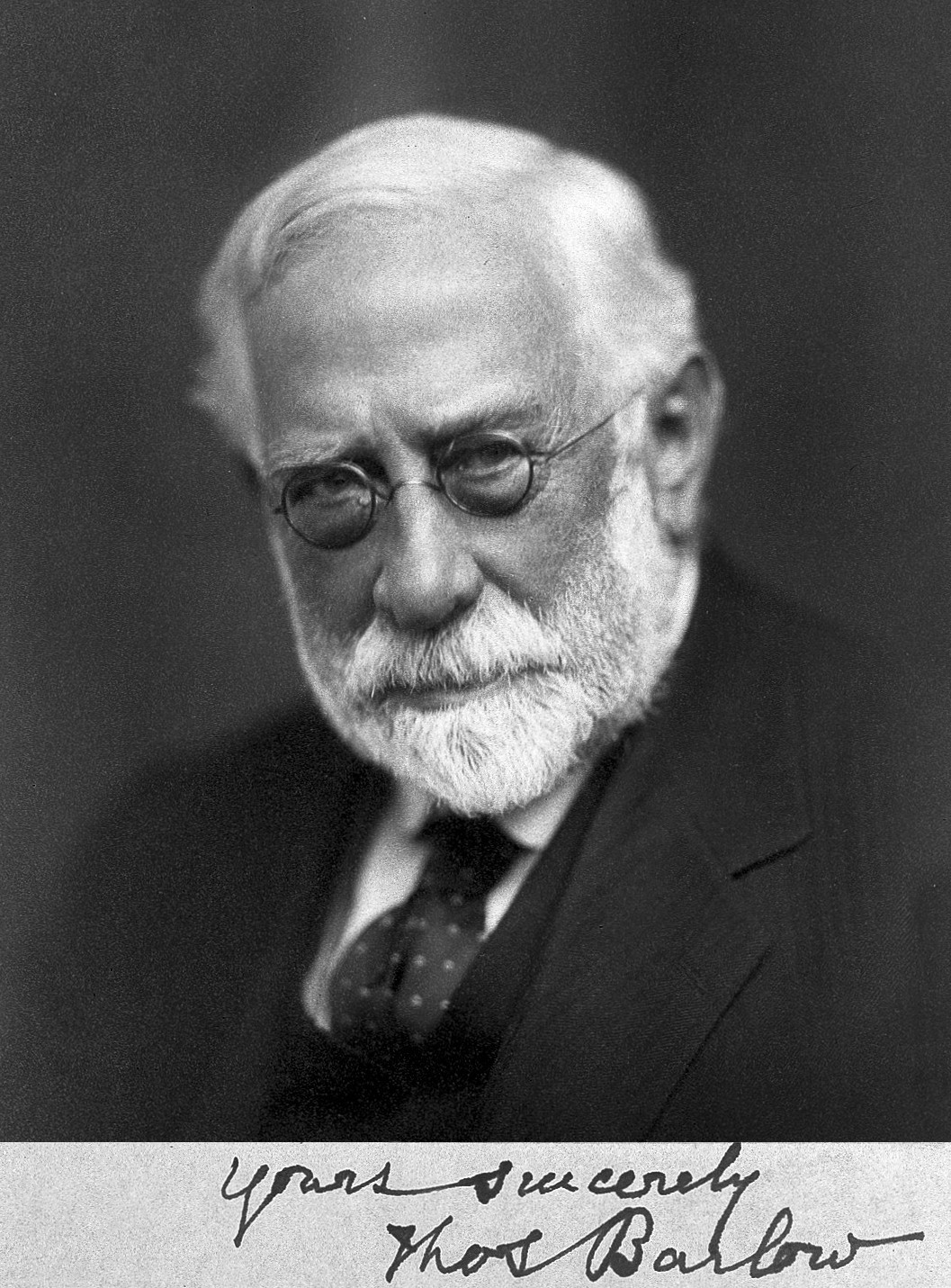
Sir Thomas Barlow, Bt.

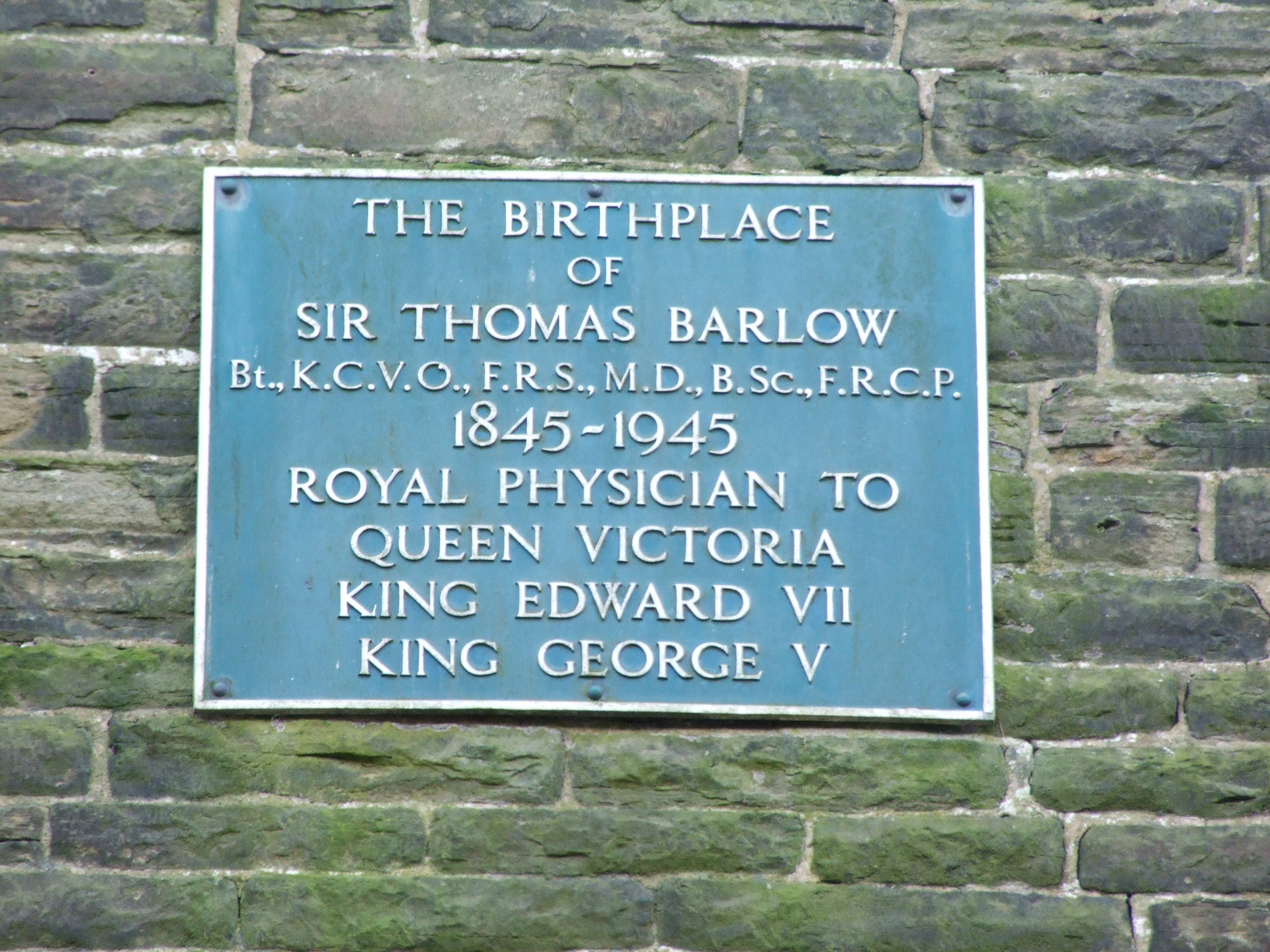
Hinweistafel am Geburtshaus von Thomas Barlow in Brandwood Fold, Edgworth.

Sir  Thomas Barlow, 1. Baronet KCVO FRS FRCP (* 4. November 1845 in Edgworth, Lancashire; † 12. Januar 1945 in London) war ein englischer Arzt.
Barlow beobachtete 1894 bei Kindern, die nur mit gekochter Milch ernährt wurden, dem Skorbut ähnliche Symptome. Er (1883) und zuvor der deutsche Chirurg Julius Otto Ludwig Möller (1819–1887) beschrieben die Möller-Barlow-Krankheit (rachitischer Säuglingsskorbut). Dies ist eine heute extrem seltene, durch Vitamin-C-Mangel hervorgerufene Erkrankung, die bei Säuglingen und Kleinkindern zu rachitisähnlichen Knochendeformationen führt und ohne Behandlung tödlich verläuft.

## Leben
Barlow war der Sohn des wohlhabenden Baumwollfabrikanten James Barlow (1821–1887), er studierte in Manchester und London. Am University College London (UCL) erreichte er 1873 den Abschluss als Bachelor of Medicine und schloss das Studium 1874 mit einem Doktor der Medizin ab. Er setzte seine praktische Ausbildung am Kinderkrankenhaus Great Ormond Street Hospital fort. Von 1895 bis 1907 war er Professor am University College London, zunächst für Kinderheilkunde und später für klinische Medizin.
Bis zu ihrem Tod war er Leibarzt der Königin Victoria, danach auch für die Könige Eduard VII. und Georg V.
Er war seit 1880 mit Ada Helen Dalmahoy verheiratet, das Paar hatte drei Söhne und zwei Töchter. Am 7. März 1902 wurde er zum Baronet, of Wimpole Street in the Borough of Saint Marylebone in the County of London, erhoben. 1918 wurde er in die American Academy of Arts and Sciences gewählt.
Aus seiner 1880 geschlossenen Ehe mit Ada Helen Dalmahoy hatte er fünf Kinder. Sein ältester Sohn, James Alan Noel Barlow (1881–1968), beerbte ihn bei seinem Tod 1945 als 2. Baronet.